# El Clan
El Clan és una pel·lícula argentina dramàtica-policial de 2015, dirigida per Pablo Trapero, produïda per K&S Films i protagonitzada per Guillermo Francella i Peter Lanzani. La història està basada en el cas policial del Clan Puccio, que va commoure a la societat argentina al començament dels anys 80. La pel·lícula va fer la seva aparició en cartellera el 13 d'agost del mateix any.
Amb poc més de cinc-centes mil entrades venudes, es va convertir en la cinta més reeixida en el seu primer cap de setmana en la història del cinema argentí, superant Relatos salvajes, que havia aconseguit vendre quatre-centes cinquanta mil entrades en 2014.
La pel·lícula va participar en la secció oficial de la 72a Mostra Internacional de Cinema de Venècia. A més es va presentar al Festival de Toronto 2015 i al Festival de Sant Sebastià 2015. També va ser la representant de l'Argentina en l'última edició dels Premis Oscar, atorgant-li al seu director la tercera oportunitat de representar a aquest país.
El 2015 va guanyar el Goya a la millor pel·lícula estrangera de parla hispana.

## Argument
Els Puccio són una típica família del tradicional barri de San Isidro amb aspiracions a pertànyer a classe alta. Amb la finalitat de la guerra de les Malvines a mitjan 1982, Arquimedes Puccio (Guillermo Francella), el patriarca de la família, que treballava al Servei d'Intel·ligència de l'Estat, passa a ser mà d'obra desocupada, per la qual cosa decideix emprendre un negoci criminal de segrestos retorsius a empresaris. Alejandro Puccio (Peter Lanzani), el fill major, estrella d'un club de rugbi i jugador de la selecció de rugbi de l'Argentina, se sotmet a la voluntat del seu pare per a identificar possibles candidats i se serveix de la seva popularitat per a no aixecar sospites. Una de les característiques del clan criminal és que els segrestats són portats i mantinguts presoners a la casa dels Puccio i, després de cobrat el rescat, són executats.
La primera víctima és Ricardo Manoukian, amic d'Alejandro, la qual cosa li genera cert grau de culpa quan és assassinat. Amb els beneficis econòmics obtinguts del rescat, els Puccio milloren la seva situació econòmica i reemplacen a principis de 1983 la seva rostisseria familiar per un reeixit local d'articles de windsurf, on Alejandro coneix Mónica, que es convertiria en la seva promesa.
Un home, Gustavo Contenpomi, furiós per fallar en un negoci de l'empresari Florencio Aulet, contacta amb el Clan, que segresta el fill d'Aulet, Eduardo, un altre conegut d'Alejandro. Els Aulet paguen el rescat, però Eduardo és assassinat i el seu cos desapareix.
En desembre de 1983, amb el retorn de la democràcia, Arquimedes visita a la presó al militar Aníbal Gordon —amb qui havia participat en 1973 en el segrest d'un empresari de Bonafide— i li consulta sobre com continuar amb l'accionar del Clan davant el nou panorama polític. Gordon li encomana buscar nous clients relacionats amb el Procés de Reorganització Nacional, aprofitant el desprestigi dels militars, i que encara compta amb protecció ja que les forces armades encara tenen poder.
Alejandro acompanya al seu germà menor, Guillermo (Franco Masini), a l'aeroport ja que marxa a l'exterior en un viatge esportiu. Abans d'anar-se'n, Guillermo li confessa que no tornarà ja que sap a què es dedica el seu pare, té por i li recomana fugir com més aviat millor. Alejandro decideix no acompanyar al seu pare en el segrest d'un altre empresari, Emilio Naum, la qual cosa provoca que el pla fracassi i Naum sigui assassinat després d'advertir la maniobra d'Arquimedes i resistir-se al segrest.
Per a reconciliar-se amb el seu pare, Alejandro viatja a l'exterior a convèncer un altre germà seu, Daniel «Maguila» Puccio, de tornar a l'Argentina i integrar-se al Clan. L'alegria pel retorn de Maguila no és completa, ja que fa més d'un any que ningú sap del parador de Guillermo.
Ja en 1985, el Clan segresta l'empresària Nélida Bollini de Prado i la mantenen presonera en el soterrani de la casa per més d'un mes. Les coses no van segons el planejat: les negociacions pel rescat fracassen; Adriana —la filla menor de la família— adverteix els crits que provenen del soterrani; i Arquimedes rep una trucada dels seus superiors militars advertint-li que ja no gaudeix de protecció, per la qual cosa es manté alerta i vigilant, escombrant el corriol de la casa durant altes hores de la nit.
L'agost de 1985, quan Arquimedes i Maguila cobraran el rescat en una estació de servei, són detinguts per la policia, qui després irromp a la casa dels Puccio, alliberant a la segrestada i arrestant a tota la família, amb excepció d'Adriana que és menor. El cas pren gran repercussió mediàtica, denominant-lo com «el Clan Puccio». Les proves contra Arquimedes són contundents, encara que aquest no reconeix la seva responsabilitat en els fets i afirma haver actuat sota pressió política. A pesar que els seus companys de rugbi i Mónica creuen en la seva innocència, Alejandro no pot suportar la pressió, i després de colpejar al seu pare —provocada per Arquimedes per prestar declaració falsa, i on Alejandro el responsabilitza d'haver-li arruïnat la vida— s'intenta suïcidar llançant-se de l'edifici de tribunals mentre anava a prestar declaració.
La pel·lícula acaba amb un text contant què va ser del destí de la família: Alejandro sobreviu al seu intent de suïcidi, i a la presó intentaria suïcidar-se quatre vegades més. Li demana a Mónica que deixi de visitar-lo i refaci la seva vida. I mor en 2008.Maguila, per part seva, mai va complir la seva condemna ja que es va escapolir —es creu que al Brasil, Austràlia o Nova Zelanda— i en 2013 va tornar a l'Argentina, obtenint el certificat de prescripció de la causa.
Guillermo mai va ser relacionat amb els fets. Mai va tornar a l'Argentina i el seu parador és desconegut.
Epifania va estar a la presó però va ser alliberada per falta de mèrit. A Silvia tampoc se li va adjudicar responsabilitat, i va morir de càncer als 52 anys. Adriana era menor quan van succeir els fets. Es va canviar el cognom i va viure amb els seus oncles materns abans de tornar a viure amb la seva mare.
Arquimedes va ser condemnat a reclusió perpètua més accessòria per temps indeterminat, però va ser beneficiat pel 2x1 i va recuperar la seva llibertat en 2008. A la presó va estudiar i va exercir l'advocacia. Va morir en 2013 en La Pampa, cap familiar va reclamar el seu cos i va ser enterrat en una fossa comuna.

## Temàtica i producció general
La idea de fer una pel·lícula sobre els Puccio va sorgir, en paraules de Drapaire, «des del moment en què vaig començar a estudiar cinema».
La filmació de la pel·lícula es va dur a terme entre fins de 2014 i principis de 2015. Sobre aquest tema el director va dir: «És una pel·lícula que per mi va ser un desafiament molt gran. Amb un rodatge que es va fer en diverses etapes. Una mica pels compromisos de tots i un altre pels llocs on calia filmar. Vam filmar l'any passat, al gener, al febrer. Vam anar filmant per etapes. La postproducció també va ser molt llarga per la complexitat d'una història amb tants personatges».
Per a la confecció del guió, el director, també guionista, va realitzar una extensa recerca que es va veure limitada per l'escassetat d'informació dels mitjans tradicionals (diaris de l'època). És per això que gran part de la història va ser subministrada sobre la base de testimoniatges d'«amics i de part de la família que es va animar a parlar».
Cal aclarir que, a causa de l'extens període de producció, la pel·lícula va perdre l'oportunitat de participar en el festival de Canes.

## Repartiment
- Guillermo Francella - Arquímedes Puccio.
- Peter Lanzani - Alejandro "Alex" Puccio.
- Lili Popovich - Epifanía Ángeles Calvo de Puccio.
- Gastón Cocchiarale - Daniel Arquímedes "Maguila" Puccio.
- Giselle Motta - Silvia Inés Puccio.
- Franco Masini - Guillermo J. Puccio
- Antonia Bengoechea - Adriana Claudia Puccio.
- Stefanía Koessl - Mónica Sörvick.
- Luis Armesto - Guillermo Fernández Laborda.
- Pablo Caramelo - Roberto Díaz.
- Francisco Donovan - Ricardo Manoukian.
- Juan Santiago Privitera - Eduardo Aulet.
- Jesús Berenguer - Gustavo Contepomi.
- Adolfo Allende - Florencio Aulet.
- Martín Tecchi - Emilio Naum.
- María Nydia Ursi - Nelida Bollini de Prado.
- Fernando Miró - Aníbal Gordon.
- Tomás de las Heras - Benito.
- Aníbal Barengo - Basualdo.
- Aldo Onofri - Ordóñez.
- Juan Cruz Marquez de la Serna - Oveja Gonzalo.
- Fabio Aste - Secretari del Comodoro.
- Gabo Correa - Jutge.

## Recepció
“Resulta molt gratificant comprovar el gran interès que genera la pel·lícula en tot el país. El suport del públic és extraordinari i estem molt contents i agraïts. Ens omple d'il·lusió que tanta gent aposti al cinema nacional”. 
La pel·lícula, protagonitzada per Guillermo Francella, va comptar amb una inversió excepcional en publicitat que va rondar els quatre milions de pesos argentins. Amb aquest desplegament publicitari, la cinta s'assegurava l'estrena a 250 sales del país. Hi havia grans expectatives, però els resultats en taquilla les van superar: van ser excepcionals i sense precedents per a una pel·lícula nacional. El clan es va estrenar el 13 d'agost en 261 sales amb una assistència de 72 613 espectadors, i es va convertir així en la pel·lícula argentina no animada més convocant en el seu moment d'estrena. Per al cap de setmana el nombre de sales s'havia ampliat a 324, amb una xifra estimada de 505 000 entrades tallades; d'aquesta manera va trencar un altre rècord: el cap de setmana més taquiller per a una pel·lícula argentina en la història, ja que va superar a Relatos salvajes, que havia aconseguit en el mateix període gairebé 450 000 localitats. Aprofitant que l'estrena va coincidir amb una festa nacional, el dilluns la pel·lícula va atreure a altres 162 420 persones i va totalitzar 667 420 espectadors. Després de sis dies d'haver-se estrenat, Pablo Trapero (director) va aconseguir superar la seva pel·lícula més taquillera Elefante blanco, que havia aconseguit vendre 760 000 entrades contra les 810 000 de El clan. Més tard arribaria al milió d'espectadors aconseguint un altre rècord: la pel·lícula argentina que va trigar menys temps a arribar a aquesta marca, amb dos dies de diferència del rècord també ostentat pe Relatos salvajes (a la cinta de Trapero li va portar 9 dies) A data del 10 d'octubre de 2015, la pel·lícula ha estat vista per 2.613.461 espectadors. El DVD de la pel·lícula va ser el tercer més venut en Yenny i El Ateneo durant el període del 5 de setembre de 2016 a l'11 del mateix mes i any.

## Dates d'estrena
| Fechas de estreno (Fuente: IMDb) |               |                |
| Any                              | País          | Data           |
| 2015                             | Argentina     | 13 d'agost     |
| 2015                             | Uruguai       | 24 de setembre |
| 2015                             | Puerto Rico   | 8 de octubre   |
| 2015                             | Veneçuela     | 6 de novembre  |
| 2015                             | Espanya       | 13 de novembre |
| 2015                             | Brasil        | 10 de desembre |
| 2016                             | França        | 10 de febrer   |
| 2016                             | Alemanya      | 3 de març      |
| 2016                             | Estats Units  | 18 de març     |
| 2016                             | Suècia        | 8 d'abril      |
| 2016                             | Països Baixos | 14 d'abril     |
| 2016                             | Regne Unit    | 27 de maig     |
| 2016                             | Itàlia        | 23 de juny     |

## Premis i nominacions
El 28 de setembre de 2015, la pel·lícula va resultar la triada per la Acadèmia d'Arts i Ciències Cinematogràfiques de l'Argentina, per a representar a aquest país en els Premis Óscar en la categoria Millor pel·lícula de parla no anglesa. Va resultar guanyadora en la categoria de Millor pel·lícula iberoamericana dels Premis Goya atorgats per la Acadèmia d'Espanya.
| Premi                  | Data de lliurament     | Categoria                            | Nominats                                  | Resultat   | Ref.   |
| ---------------------- | ---------------------- | ------------------------------------ | ----------------------------------------- | ---------- | ------ |
| Premis Còndor de Plata | 3 d'octubre de 2016    | Millor pel·lícula                    | Millor pel·lícula                         | Nominat    | [ 22 ] |
| Premis Còndor de Plata | 3 d'octubre de 2016    | Millor director                      | Pablo Trapero                             | Nominat    | [ 22 ] |
| Premis Còndor de Plata | 3 d'octubre de 2016    | Millor actor                         | Guillermo Francella                       | Nominat    | [ 22 ] |
| Premis Còndor de Plata | 3 d'octubre de 2016    | Revelació masculina                  | Peter Lanzani                             | Guanyador  | [ 22 ] |
| Premis Còndor de Plata | 3 d'octubre de 2016    | Millor fotografia                    | Julián Apezteguía                         | Nominat    | [ 22 ] |
| Premis Còndor de Plata | 3 d'octubre de 2016    | Millor muntatge                      | Pablo Trapero i Alejandro Carrillo Penovi | Guanyador  | [ 22 ] |
| Premis Còndor de Plata | 3 d'octubre de 2016    | Millor direcció d'art                | Sebastián Orgambide                       | Nominat    | [ 22 ] |
| Premis Còndor de Plata | 3 d'octubre de 2016    | Millor disseny de vestuari           | Julio Suárez                              | Nominat    | [ 22 ] |
| Premis Còndor de Plata | 3 d'octubre de 2016    | Millor maquillatge i caracterització | Araceli Farace                            | Nominat    | [ 22 ] |
| Premis Còndor de Plata | 3 d'octubre de 2016    | Millor so                            | Leandro de Loredo i Vicente D'Elia        | Nominat    | [ 22 ] |
| Premis Goya            | 6 de febrer de 2016    | Millor pel·lícula iberoamericana     | Millor pel·lícula iberoamericana          | Guanyadora | [ 23 ] |
| Premis Sur             | 24 de novembre de 2015 | Millor pel·lícula                    | Millor pel·lícula                         | Nominada   | [ 24 ] |
| Premis Sur             | 24 de novembre de 2015 | Millor direcció                      | Pablo Trapero                             | Nominat    | [ 24 ] |
| Premis Sur             | 24 de novembre de 2015 | Millor actor                         | Guillermo Francella                       | Nominat    | [ 24 ] |
| Premis Sur             | 24 de novembre de 2015 | Millor actor                         | Peter Lanzani                             | Nominat    | [ 24 ] |
| Premis Sur             | 24 de novembre de 2015 | Millor actriu de repartiment         | Lili Popovich                             | Nominada   | [ 24 ] |
| Premis Sur             | 24 de novembre de 2015 | Millor actor revelació               | Peter Lanzani                             | Guanyador  | [ 24 ] |
| Premis Sur             | 24 de novembre de 2015 | Millor guió original                 | Pablo Trapero                             | Nominat    | [ 24 ] |
| Premis Sur             | 24 de novembre de 2015 | Millor fotografia                    | Julián Apezteguía                         | Guanyador  | [ 24 ] |
| Premis Sur             | 24 de novembre de 2015 | Millor direcció artística            | Sebastián Orgambide                       | Guanyador  | [ 24 ] |
| Premis Sur             | 24 de novembre de 2015 | Millor disseny de vestuari           | Julio Suárez                              | Guanyador  | [ 24 ] |
| Premis Sur             | 24 de novembre de 2015 | Millor so                            | Vicente D'Elia                            | Guanyador  | [ 24 ] |
| Premis Sur             | 24 de novembre de 2015 | Millor maquillatge i caracterització | Araceli Farace                            | Nominada   | [ 24 ] |

Premis Platino
| Any  | Categoria                                  | Nominat                           | Resultat  | Ref.   |
| 2016 | Millor Pel·lícula iberoamericana de ficció |                                   | Nominada  | [ 25 ] |
| 2016 | Millor direcció                            | Pablo Trapero                     | Nominat   |        |
| 2016 | Millor Interpretació Masculina             | Guillermo Francella               | Guanyador | [ 26 ] |
| 2016 | Millor Direcció d'Art                      | Sebastián Orgambide               | Nominat   |        |
| 2016 | Millor Direcció de So                      | Vicente D´Elía, Leandro de Loredo | Nominat   |        |

### Participació en festivals de cinema
| Festival                          | Data d'esdeveniment          | Categoria                  | Premi            | Ref.   |
| --------------------------------- | ---------------------------- | -------------------------- | ---------------- | ------ |
| Festival de Venècia               | 2 al 12 de setembre de 2015  | Lleó d'Or                  | Nominada         | [ 27 ] |
| Festival de Venècia               | 2 al 12 de setembre de 2015  | Lleó de Plata              | Guanyador        | [ 27 ] |
| Festival de Toronto               | 10 al 20 de setembre de 2015 | Platform                   | Esment honorable | [ 28 ] |
| Festival de Sant Sebastià         | 18 al 26 de setembre de 2015 | Perlak                     | Nominada         | [ 29 ] |
| Festival de Fine Arts             | 1 al 14 d'octubre de 2015    | Millor pel·lícula          | Guanyador        | [ 30 ] |
| Festival de Fine Arts             | 1 al 14 d'octubre de 2015    | Millor director            | Guanyador        | [ 30 ] |
| Festival de Fine Arts             | 1 al 14 d'octubre de 2015    | Millor actor               | Guanyador        | [ 30 ] |
| Miami International Film Festival | 22 al 23 d'octubre de 2015   | Menció Especial del Públic | Guanyador        | [ 31 ] |